# Beechanahalli, Magadi
Beechanahalli là một làng thuộc tehsil Magadi, huyện Ramanagara, bang Karnataka, Ấn Độ.